# فيلي بلايشر
كان فيلي بلايشر (27 أكتوبر 1907 – 23 يونيو 1981) واحدًا من أشهر، ووفقًا لمصدر واحد على الأقل، أحد أهم قادة نقابات اتحادات العمال الألمانية وأكثرهم تأثيرًا في عقود ما بعد الحرب العالمية الثانية.
في عام 1965، اعترف ياد فاشيم بفيلي بلايشر كواحد من الصالحين بين الأمم. كان ذلك انعكاسًا لأنشطة بلايشر في زمن الحرب كمعتقل في معسكر اعتقال بوخنفالد، حيث كان واحدًا من أولئك الذين خاطروا بحياتهم لإنقاذ حياة ولد أسير يدعى ستفين جيرزي زفايغ. ترعرع الولد ليصبح كاتبًا ومنتجًا سينمائيًا. وبفضل رواية صدرت للمرة الأولى في عام 1958 واستندت إلى تلك الأحداث، حققت هذه الحلقة انتشارًا وشهرة واسعة.

## حياته

### أصول العائلة وسنواته الأولى
بصفته الولد الخامس لوالديه، ولد فيلي بلايشر في كانشتات، وهي بلدة صغيرة على الجهة الشمالية لشتوتغارت (التي دُمجت ضمنها في وقت لاحق). كان والده، بول بلايشر، عامل مكنات لدى شركة دايملر بينز في أونترتوركايم المجاورة. وكانت والدته، فيلهيلمين بلايشر، موظفة أيضًا، بصورة متقطعة، في مخزن أعمال الشركة ذاتها. كانت العائلة تتألف من 8 أفراد وكان أجر بول بلايشر بالكاد يكفي لإعالتهم جميعًا: كانت العائلة تعاني أحيانًا الجوع. في عام 1914، قبل فترة قصيرة من اندلاع الحرب العالمية الأولى، أُرسل إلى مدرسة تعرض فيها، كما سيذكر لاحقًا، للضرب بشكل ظالم من قبل أساتذته، وكان ذلك يعود جزئيًا إلى «يأسه من أن يتعلم». فشل بلايشر في تحقيق الدرجات الأكاديمية المطلوبة إلا أنه أظهر إمكانيات كبيرة في القيادة بين أصدقائه، كقيادة فرق كرة القدم على سبيل المثال. في المنزل كان الخوف من البطالة أمرًا ملحًا. في عام 1920 مر بلايشر بتجربة قاسية في الخوف من الفقر المحدق بالعائلة حين توقف والده عن العمل لفترة مؤقتة في سياق إضراب وإغلاق تعجيزي لأرباب العمل في المصنع.

### عالم العمل
دفعت التجارب في المدرسة في زمن الحرب وتجارب والده في مصنع السيارات ببلايشر إلى رفض فكرة العمل في المصنع: في عام 1923 بدأ بلايشر تدريبه المهني كخباز. وفي عام 1925 انضم إلى رابطة العمال الألمان للغذاء والحلويات، وكأحد رواد اتحاد الغذاء والمشروبات. عُين بلايشر داخل هذه الاتحاد في منصب «قائد الشباب» في عام 1926. في تلك الفترة انضم بلايشر أيضًا إلى رابطة الشباب الشيوعيين الألمان والحزب الشيوعي. بعد عام 1945، وبصفته عضوًا قياديًا في اتحاد النقابات في اتحاد عمال المعادن، ركز بلايشر على ألا يعلم سوى قلة من الأشخاص أنه كان قد نال في سنين شبابه تدريبًا وتأهيلًا كخباز. وهناك أقاويل على أن ذلك اعتُبر أمرًا يسيء لصورته. ولم يعلم زملاؤه ومحاوروه سوى في عام 1992، بعد وفاته بعدة سنوات، بمؤهلاته كخباز من كتاب عن سيرة حياته من تأليف هيرمان جي أبماير. في عام 1927 حصل فيلي بلايشر على عمل لدى مصنع دايملر بنز، وعمل في البداية كعامل غير منتظم في مكتب المبيعات ومن ثم أُدرج ضمن جدول الرواتب الثابت كمساعد في المسبك. ومن المحتمل أنه كان قد انضم إلى اتحاد عمال المعادن الألمان في عام 1927. إلا أنه سرعان ما خسر عمله، ويحتمل أن ذلك حدث في مايو من عام 1928: من غير الواضح إذا ما كان ذلك بسبب نشاطه السياسي أو لسبب آخر. لم يكن طرد بلايشر من قبل أكبر موظِفيه في المنطقة أمرًا مفيدًا لأفق نجاح مسيرته المهنية، إلا أنه حصل على عمل لنحو عام في «غلاسداش» التابعة لأونترتوركايم. انتهت فترة عمله هناك في أواسط العام 1929، وهي الفترة التي بقي لمعظم سنواتها اللاحقة، حتى عام 1935، عاطلًا عن العمل، ولو أنه تخللها فترات فاصلة من عمل مؤقت تضمنت، في فترة واحدة على أقل تقدير، فرصة تطبيق تدريبه على العمل كخباز.

### السياسة
في ما يتعلق بنشاطه السياسي، وجد بلايشر نفسه في العام 1929 وقد أُبعد من الحزب الشيوعي بسبب انتقاداته للموقف اللا مهادن الذي تبنته القيادة وانتقاده ل «العجز السياسي» ضمن الحزب. كان الحزب الشيوعي في ألمانيا يمتلك صلات وثيقة مع الحزب في موسكو، وكان استبعاد بلايشر جزءًا من حملة طرد من صفوف الحزب قادها رؤساء الحزب في برلين عكست تطورت مماثلة فرضتها قيادة متوترة وغير متسامحة بصورة متزايدة في الكريملن. وأسس أولئك المطرودون في ألمانيا حزبًا شيوعيًا جديدًا بديلًا، عرف بالحزب الشيوعي (المعارضة) («كوميونيستيش بارتي دويتشلاندز (أوبوزيشن)»\ كي بي دي أو)، وبحلول نهاية العام 1929 كان فيلي بلايشر أيضًا عضوًا في كي بي دي أو، وقد ظهر اسمه في صلات مع العديد من مناصب الحزب -مناصب فاعلة ومن المحتمل أنها كانت في بعض الحالات مناصب فخرية فقط- ولا سيما تلك المتعلقة بالجناح المحلي للشباب في الحزب. ويبدو أنه من المحتمل أن بلايشر قد نال شهرة بين المناصب الناشطة سياسيًا في منطقة شتوتغارت بصفته منظمًا للحزب مليء بالنشاط: انعكس ذلك بصورة أكيدة بعد سنوات قليلة في دليل قدم في محاكمته المسيسة بعد سيطرة الحزب النازي. كان بلايشر أيضًا يؤيد سياسات حركة معارضة اتحاد النقابات الثوري («ريفولوشينار غيفيركشافتس أوبوزيشن»\ آر جي أو).

### ألمانيا تحت دكتاتورية الحزب النازي
في شهر يناير من عام 1933، وصل الحزب النازي إلى السلطة في ألمانيا ولم يضع وقتًا طويلًا قبل تحويل البلاد إلى دكتاتورية حزب واحد. وباتت الأنشطة التي من المحتمل أن تفسر على أنها نشاط سياسي أنشطة غير قانونية، وبات ذلك علنيًا بصورة أكبر بعد حريق الرايختساغ في نهاية فبراير من عام 1933، ونال أولئك الذين تضمن سجلهم السياسي نشاطًا في الحزب الشيوعي اهتمامًا خاصًا من قبل الغيستابو. ابتداءًا من شهر مارس من عام 1933، عاش فيلي بلايشر في شتوتغارت، وكان يغير مكان إقامته على الدوام. وشأنه شأن العديد ممن ينتمون إلى الجناح اليساري، عمل بلايشر في تجمع متماسك بصورة محكمة ضد ظلم النظام، وانخرط في تأليف المنشورات غير القانونية المناهضة للفاشية وتوزيعها. وعند استرجاعه لتلك الفترة بقي بلايشر يحتفظ في ذاكرته بحدة العزلة السياسية التي اختبرها العديد منهم في تلك الآونة. في شهر مايو من عام 1933 فر بلايشر عابرًا الحدود إلى شافهاوسن، وبسلسلة خطوات إضافية عبر فرنسا إلى سارلاند التي كانت ما تزال، لأسباب تاريخية، حرة من السيطرة النازية نظرًا إلى أنها كانت ما تزال تحت الاحتلال العسكري الأجنبي. في عام 1934 أو عام 1935 عاد بلايشر إلى شتوتغارت ليندمج مجددًا في أنشطة المقاومة السرية في الإقليم.
تختلف المصادر حول ترتيب وقوع الأحداث التي انتهت باعتقال بلايشر. يشير تسلسل منطقي للأحداث إلى أنه بحلول العام 1936 أوشى به أحد جواسيس الحكومة الذي كانت تربطه به علاقة في تجمع المقاومة إلى السلطات. تفكك التجمع وفي 3 من شهر يناير من عام 1936 اعتقل بلايشر من قبل الغيستابو أثناء عمله في موقع مصنع دايملر بينز. في نوفمبر من عام 1936، مع اتهامه بتهديد الأمن القومي والتحضير لارتكاب خيانة كبرى، صدر بحق بلايشر حكم بالسجن لثلاثين شهرًا. في البداية احتجز في السجن المحلي في باد كانشتات. ونقل في وقت لاحق إلى سجن في أولم و\أو معسكر اعتقال ويلزهايم، حيث كانت المعاملة وحشية بصورة أكبر بكثير.

### بوخنفالد
نقل بلايشر إلى معسكر اعتقال بوخنفالد في شهر أكتوبر من عام 1938 وبقي هناك طوال تلك الفترة تقريبًا حتى التحرير الذي أعقب الهزيمة العسكرية الوطنية في شهر مايو من عام 1945. وضع بلايشر في «المجمع 37» مع «معتقلين سياسيين» آخرين، وقد علم منذ البداية بأنه يتوجب عليه توقع الخداع والمعاملة السيئة من الحراس، ولو أنه علم أيضًا كيفية استغلال الحراس الفاسدين منهم من أجل تهريب المؤن. بات بلايشر عضوًا في تجمع المقاومة داخل المعسكر وعمل بشكل متزايد مع سجناء آخرين كانوا رفاقًا في كي بي دي أو، ولا سيما لودفيغ بيكر ويوجين أوتشس وروبيرت سيويرت.
شهدت كافة أرجاء ألمانيا احتفالات كبيرة بعيد ميلاد أدولف هتلر ال 50، وأطلق سراح قرابة 2300 سجينًا في بوخنفالد. كان أحد هؤلاء السجناء قد عمل كمدير للسجناء، وعين بلايشر، الذي تجنب أي عصيان علني أو سلوك غير منضبط، ليتولى مهام الرجل. تمكن بلايشر بفضل منصبه من أن يضمن أن يحصل المعتقلون الأكثر حاجة على ملابس المعتقلين الذين توفوا، وكسب بشكل متزايد احترام رفاق السجن الذي نظمهم بمهارة وعطف، مقدمًا الدعم لمن انهاروا من شدة العمل الجسدي لينقذهم بذلك أغلب الأحيان من موت محتم.